# Große Synagoge (Paris)

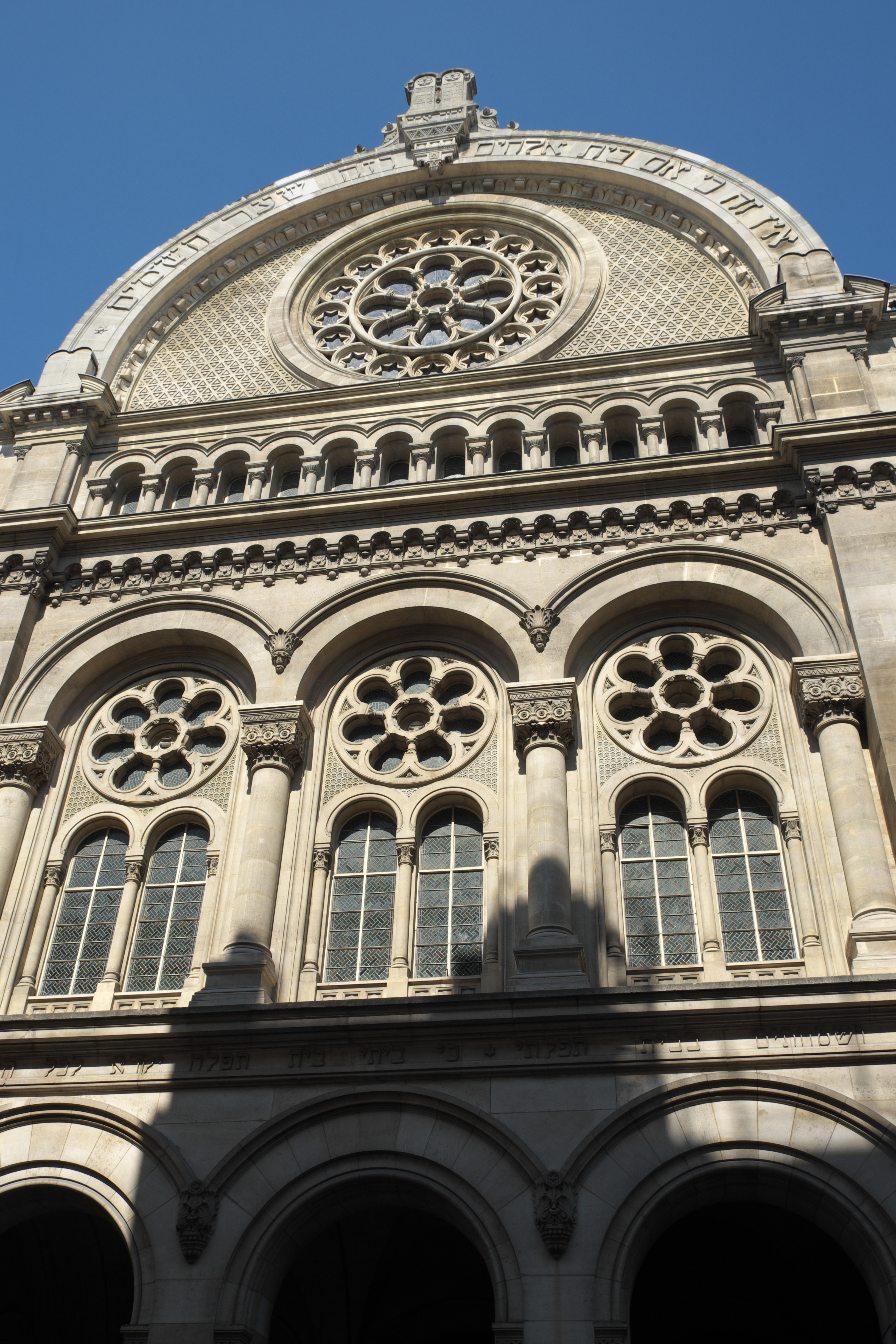
Fassade der Großen Synagoge

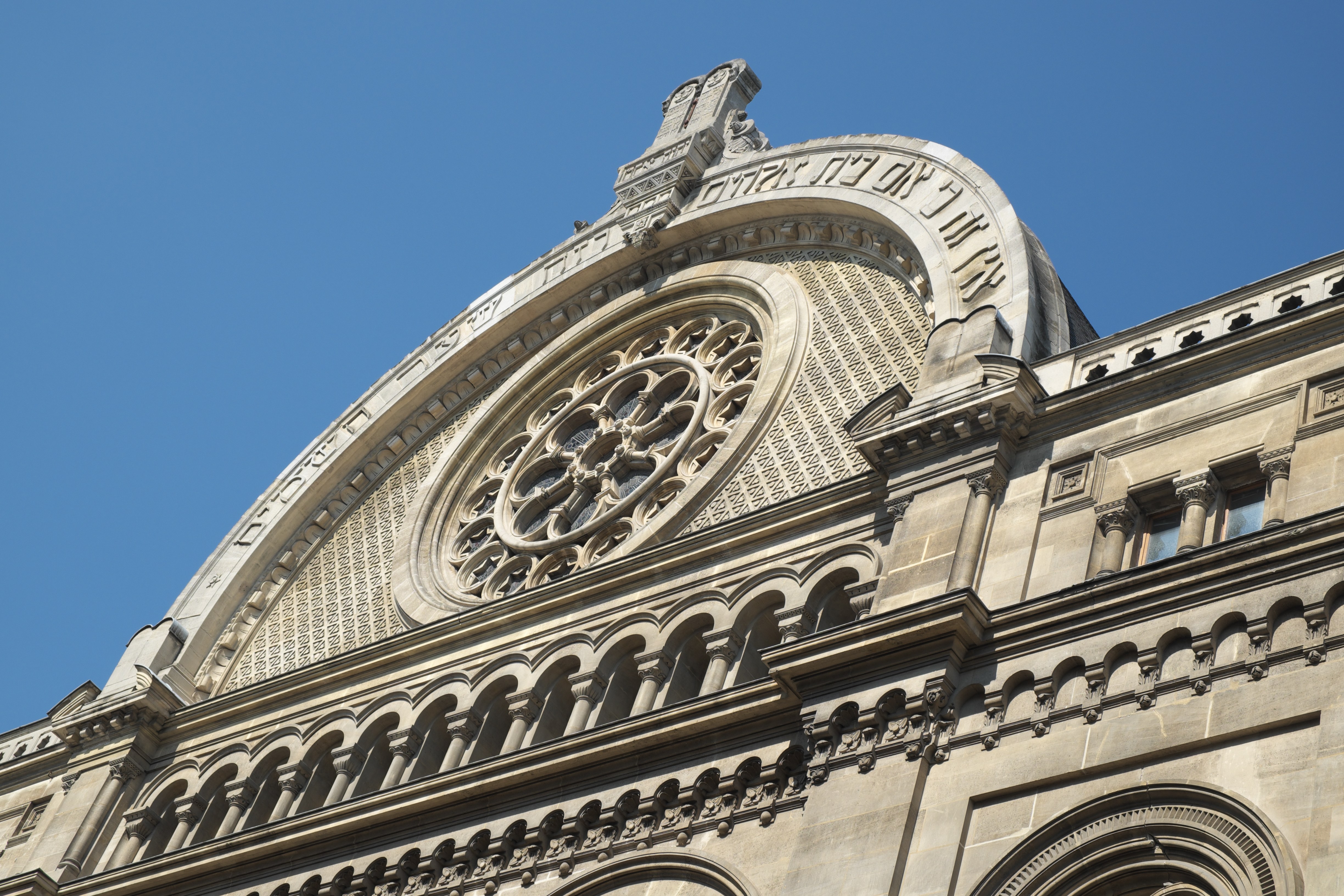
Giebel mit Gebotstafeln

Die Große Synagoge in der Rue de la Victoire Nr. 44 im 9. Arrondissement von Paris ist die größte Synagoge Frankreichs. Im Französischen wird sie auch als  Synagogue de la Victoire oder als Grande Synagogue de Paris bezeichnet. Sie wurde 1874 eingeweiht und 1987 zum Monument historique (Kulturdenkmal) erklärt. Die nächste Métrostation ist Notre-Dame-de-Lorette an der Linie 12.

## Geschichte
Die erste Synagoge des Konsistoriums von Paris, die Synagoge der Rue Notre-Dame-de-Nazareth, war bereits wenige Jahre nach ihrer Einweihung zu klein geworden. Im Jahr 1865 vereinbarte die Stadt Paris mit dem Konsistorium den Bau von zwei weiteren Synagogen. Die Stadt Paris verpflichtete sich, die Hälfte der Baukosten für beide Synagogen zu übernehmen und stellte zwei Grundstücke zur Verfügung, eines in der Rue des Tournelles im Maraisviertel, in dem sich im 18. Jahrhundert eine größere Zahl Juden angesiedelt hatte, und eines in der Rue de la Victoire im 9. Arrondissement, das sich seit der Julimonarchie zu einem neuen Geschäftsviertel von Paris entwickelt hatte. Auch der jüdische Bankier James de Rothschild hatte sich im 9. Stadtbezirk, in der Rue Laffitte, niedergelassen. 1867 wurde mit dem Bau der Synagoge an der Rue de la Victoire begonnen, die mit Unterbrechung durch den Deutsch-Französischen Krieg von 1870/71 erst 1876 fertiggestellt wurde. Die Einweihung der Synagoge erfolgte bereits 1874. Als Architekt war Alfred-Philibert Aldrophe (1834–1895) beauftragt worden, der auch die Synagogen von Versailles und Enghien-les-Bains in der Île-de-France gebaut hatte.
Am 21. April 1890 wurden Alfred Dreyfus und Lucie Hadamard (1869–1945) in der Großen Synagoge vom damaligen  Großrabbiner von Frankreich Zadoc Kahn getraut, der sich später in der Dreyfus-Affäre sehr für Alfred Dreyfus einsetzte.
Am Sonntag vor dem jüdischen Neujahrsfest Rosch ha-Schana findet jeweils in dieser Synagoge zum Gedenken an die Opfer der Deportationen im Zweiten Weltkrieg eine Zeremonie statt.

## Architektur
Die Synagoge an der Rue de la Victoire bietet Platz für 1 800 Personen. Sie ist 38 Meter hoch, 44 Meter lang und 17 Meter breit. In ihrer Größe und ihrem Aufbau erinnert sie an eine Kathedrale.

### Fassade

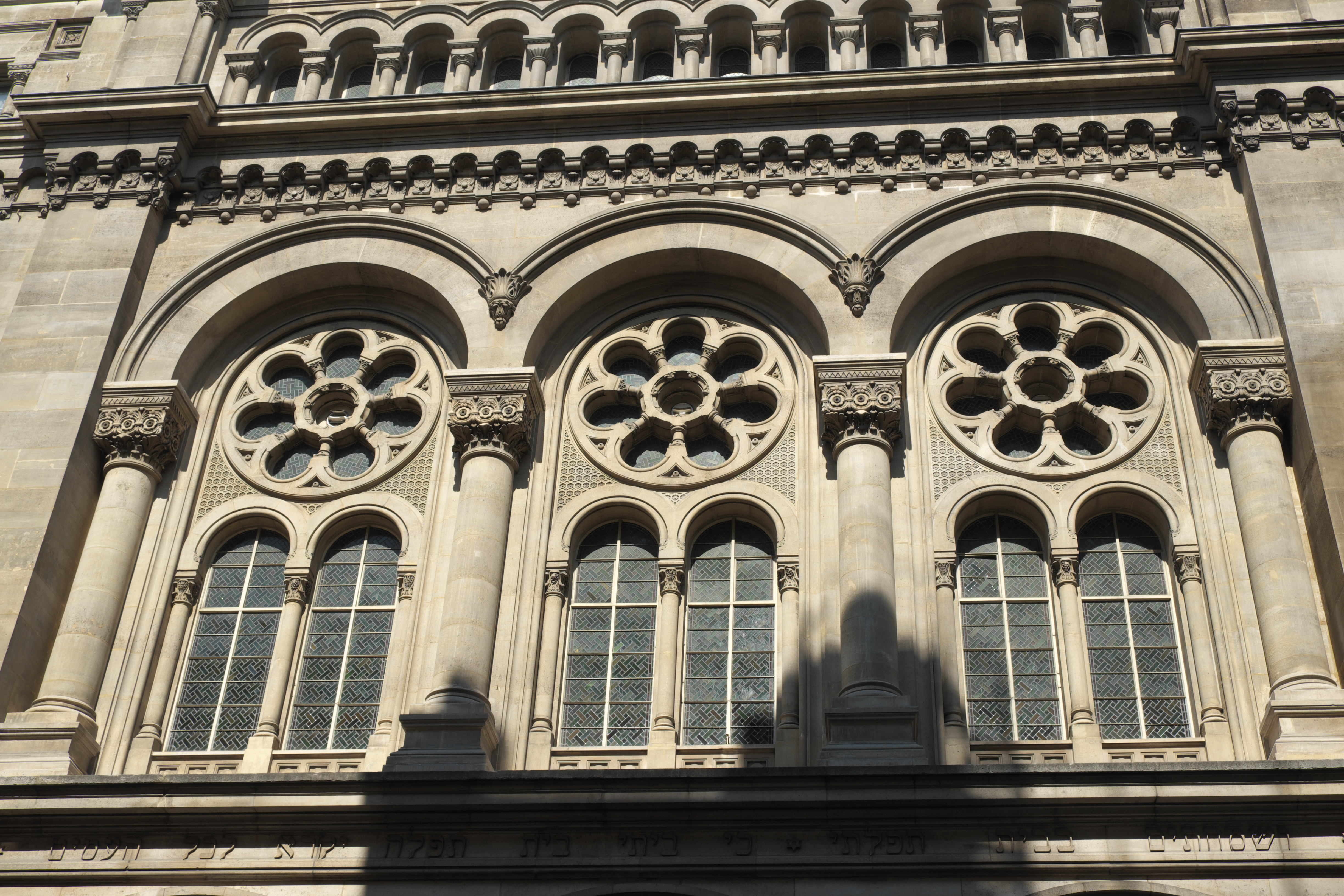
Fassade

Die Fassade flankieren zwei dreistöckige Treppentürme, die von rundbogigen Fensteröffnungen, Zwillings- und Drillingsfenstern wie Rosetten, durchbrochen sind und die Fassade nicht überragen. Der Mittelteil wird von einem Giebel bekrönt, der von einer großen Rosette durchbrochen ist und in dessen äußeren Bogen eine hebräische Inschrift mit den Worten Jakobs eingemeißelt ist: „Dies ist das Haus Gottes und die Pforte des Himmels“. Den oberen Abschluss des Giebels bilden die Gesetzestafeln. Das Erdgeschoss und die mittlere Etage sind durch drei große rundbogige Arkaden gegliedert, wobei die Öffnungen der mittleren Etage mit schmalen Dreierarkaden und Rosetten versehen sind. Dahinter befindet sich der Versammlungsraum des Konsistoriums. Auf dem Gesims zwischen erster und zweiter Etage steht in Hebräisch der Vers aus dem Buch Jesaja: „Ich werde sie mit Freude erfüllen in meinem Bethaus (…); denn mein Haus wird das Bethaus aller Völker genannt werden“, ein Bibelzitat, das im 19. Jahrhundert in Frankreich häufig an den Giebeln von Synagogen zu finden ist. Von der Vorhalle im Erdgeschoss führen Treppen zu den Frauenemporen.

### Innenraum

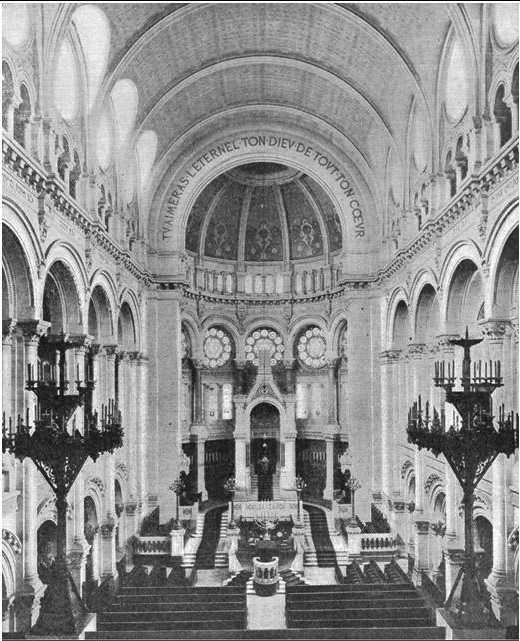
Innenraum der Synagoge. Photographie aus der Anfang des 20. Jahrhunderts erschienenen Jewish Encyclopedia

Entsprechend dem Mittelteil der Fassade und dem dreiteiligen Portal hat das Mittelschiff die dreifache Breite der beiden Seitenschiffe. Über den Seitenschiffen schließen sich zwei Reihen übereinanderliegender Emporen an. Das Mittelschiff ist in fünf Joche gegliedert, die den fünf Arkaden entsprechen, durch die sich das Mittelschiff im Erdgeschoss und auf der ersten Etage zu den Seitenschiffen öffnet. Über den Arkaden der ersten Etage verläuft ein Fries, auf dem in hebräischer Schrift die Zehn Gebote stehen. Darüber schließt sich ein Triforium an, das sich bis in den Chor fortsetzt. Rosetten bilden die Obergadenfenster des Langhauses. Aufgrund der romanischen Stilelemente wie den Rundbögen der Arkaden und Fensteröffnungen und dem von Gurtbögen unterfangenen Tonnengewölbe wird das Gebäude dem Typ der neoromanischen Synagogen zugeordnet. Der viergeschossige Wandaufriss entspricht der frühen Gotik.

### Chor
Ein monumentaler Rundbogen öffnet das Langhaus zum erhöht gelegenen Chor. Vor dem Chor befindet sich die Bima, die von den sephardischen Juden als Tevah bezeichnet wird und die in den orthodoxen Synagogen in der Mitte des Schiffes steht. Dahinter fällt ein achtarmiger Leuchter (Chanukkia) aus Silber ins Auge, eine Spende von Gustave de Rothschild. Den zentralen Abschluss des Chores bildet die Ädikula mit dem Toraschrein, zu dem zehn Marmorstufen führen. Die Ädikula wird von einer Rosette beleuchtet und ihren Giebel krönen die Gebotstafeln. Die hebräischen Buchstaben יהוה (JHWH) in der Mitte des Giebels stehen für den Namen Gottes. Die fünf großen Arkaden des Chores symbolisieren die fünf Bücher der Tora (Pentateuch), die Moses zugeschrieben werden. Auf den zwölf großen Fenstern sind die Symbole der Zwölf Stämme Israels dargestellt und auf den Rosetten, deren Mitte der Davidstern bildet, verweisen Szenen auf Abraham, Moses, David, Jesaja und Esra. Rechts neben dem Chor befindet sich ein rechteckiger Raum, der sogenannte kleine Tempel für die täglichen Gebete, und daneben, in einem kleinen Innenhof, eine Laubhütte (Sukka), in dem das Laubhüttenfest (Sukkot) gefeiert wird.

## Orgel
Die Orgel wurde 1875 von dem Orgelbauer Joseph Merklin erbaut und 1960 von Gutschenritter überarbeitet. Das Instrument hat 26 Register auf zwei Manualen und Pedal. Die Spiel- und Registertrakturen sind elektrisch.
| I Grand Orgue C–g3 |     |
| Bourdon            | 16′ |
| Bourdon            | 08′ |
| Montre             | 08′ |
| Salicional         | 08′ |
| Flûte harmonique   | 08′ |
| Prestant           | 04′ |
| Doublette          | 02′ |
| Plein-jeu IV       |     |
| Cornet V           |     |
| Bombarde           | 16′ |
| Trompette          | 08′ |
| Clairon            | 04′ |

| II Récit expressif C–g3 |    |
| Bourdon                 | 8′ |
| Principal               | 8′ |
| Gambe                   | 8′ |
| Voix céleste            | 8′ |
| Prestant                | 4′ |
| Flûte douce             | 4′ |
| Doublette               | 2′ |
| Cymbale II              |    |
| Trompette               | 8′ |
| Clairon                 | 4′ |

| Pédale C–f1 |     |
| Soubasse    | 16′ |
| Basse       | 08′ |
| Flûte       | 04′ |
| Trombone    | 16′ |